# Zandoorworm
De zandoorworm of grote oorworm (Labidura riparia) is een insect dat behoort tot de orde oorwormen (Dermaptera). 

## Kenmerken
Met een totale lichaamslengte van 13 tot 26 millimeter voor de vrouwtjes, mannetjes tot 35 mm, is dit de grootste oorworm die in België en Nederland voorkomt. De soort is eenvoudig van alle andere zes Europese oorwormen te onderscheiden door de geelbruine tot beige-achtige kleur. Andere oorwormen zijn in de regel donkerbruin tot zwart van kleur. De achterlijfsaanhangsels (cerci) zijn in vergelijking met andere soorten recht en zijn bij de mannetjes niet voorzien van een stekel aan de basis.

## Leefwijze
Bij bedreiging nemen ze een voor oorwormen typische dreighouding aan door de vergrote en verhoornde achterlijfsaanhangsels net als een schorpioen over het lichaam te krommen zodat de punten naar voren wijzen. De oorworm is net als al zijn verwanten echter volkomen onschuldig, het insect is niet giftig en niet in staat om te steken of bijten. 

## Verspreiding en leefgebied
De zandoorworm is een bewoner van zeer zanderige biotopen zoals de oevers van rivieren en vochtige plaatsen in kustduinen. De oorworm leeft in zelfgegraven holen onder stenen of houtstronken. 

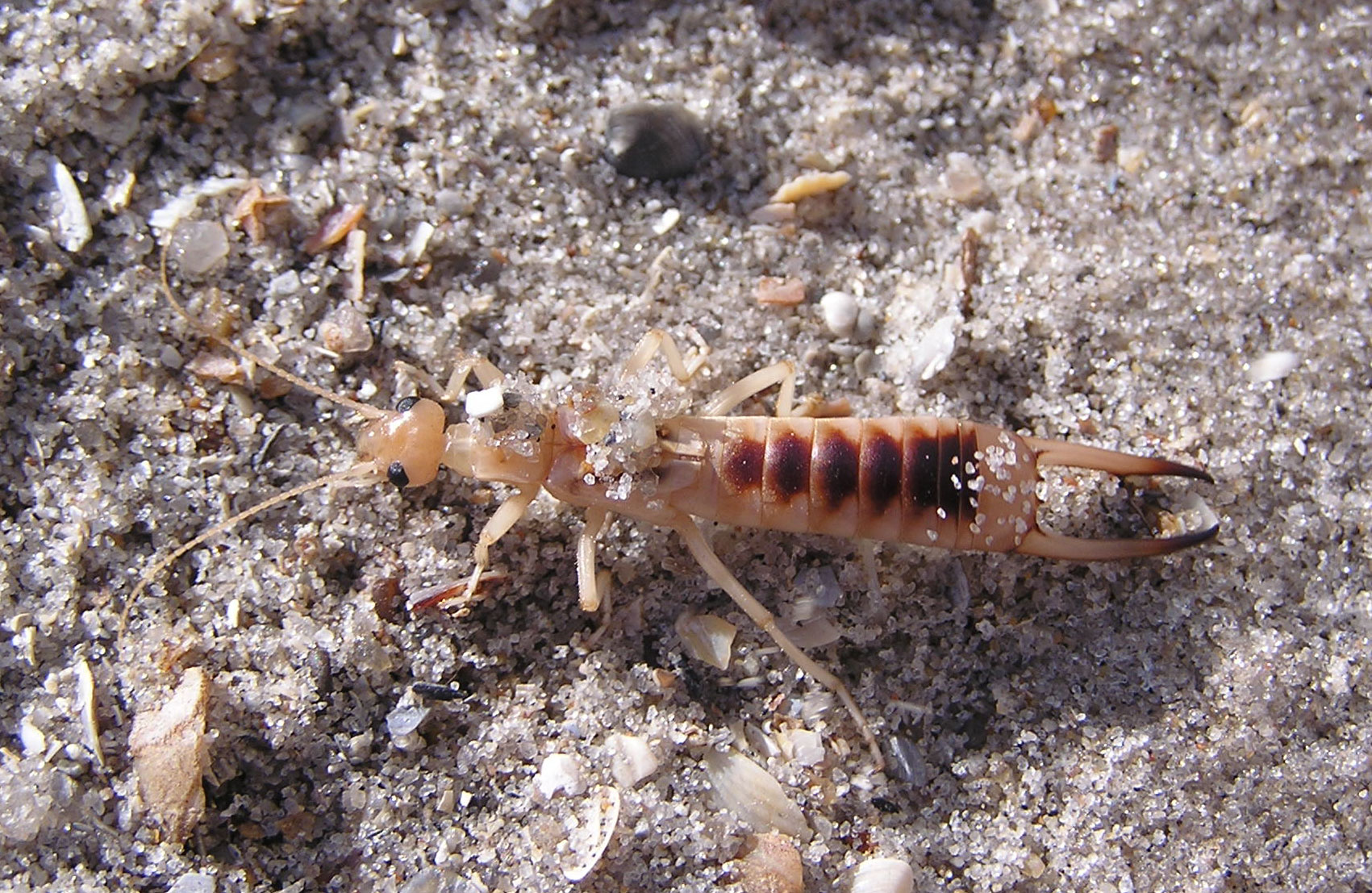
Zandoorworm